# Bogna Korjeńkowa
Bogna Korjeńkowa, německy Bogna Koreng (* 1965 Budyšín) je lužickosrbská televizní moderátorka.

## Životní dráha
Bogna Korjeńkowa vyrostla v dvojjazyčném Radiboru (lužickosrbsky Radwor), severně od Budyšína (lužickosrbsky Budyšin). Po maturitě vystudovala germanistiku. Od roku 2003 pracuje jako vedoucí studia v Budyšíně a od 2001 též jako moderátorka hornolužickosrbského televizního vysílání Wuhladko. Její životní dráha u lužickosrbské televize počala v roce 1992, když tam spolupůsobila jako volná spolupracovnice. Dnes Bogna Koreńkowa žije se svou rodinou v obci Panschwitz-Kuckau (lužickosrbsky: Pančicy-Kukow).
V roce 2003 vysílání dostalo 3. cenu u mezinárodního rozhlasového a televizního festivalu národních menšin. Festivalu se zúčastnilo více než 60 evropských lidových skupin. Bogna Korjeńkowa dostala vyznamenání při udílení cen v ukrajinském městě Užhorodu, hlavním městě někdejší Podkarpatské Rusi.